# WWE Armageddon
 Der er for få eller ingen kildehenvisninger i denne artikel, hvilket er et problem. Du kan hjælpe ved at angive troværdige kilder til de påstande, som fremføres i artiklen.

Armageddon er et pay-per-view-show inden for wrestling produceret af World Wrestling Entertainment. Det er ét af organisationens månedlige shows og er blevet afholdt i december siden 1999 – med undtagelse af 2001, hvor showet blev erstattet af Vengeance, pga. følsomheden ved orden "armageddon" så kort tid efter terrorangrebene 11. september 2001. Den officielle temasang for Armageddon er The End, som er komponeret af WWE's musikproducer Jim Johnston. 
I forbindelse med WWE's brand extension blev showet gjort eksklusivt til RAW-brandet i 2003. Fra 2004 til 2006 var showet dog gjort eksklusivt til SmackDown-brandet. Siden 2007 har alle WWE's pay-per-view-shows været "tri-branded", hvilket betyder, at wrestlere fra alle tre brands (RAW, SmackDown og ECW) deltager i organisationens shows. 
| Sport | Spire Denne artikel om sport er en spire som bør udbygges. Du er velkommen til at hjælpe Wikipedia ved at udvide den. |